# Dolichocephala malickyi
Dolichocephala malickyi är en tvåvingeart som beskrevs av Wagner 1995. Dolichocephala malickyi ingår i släktet Dolichocephala och familjen dansflugor.
Artens utbredningsområde är Tunisien. Inga underarter finns listade i Catalogue of Life.